# Második marne-i csata
A második marne-i csata (franciául: Seconde Bataille de la Marne), vagy reims-i csata (1918. július 15. – augusztus 6.) az utolsó jelentősebb német offenzíva volt a nyugati fronton az első világháború alatt. A német támadást meghiúsította az antant hadserege, amikor az ellentámadást vezette francia erők és több száz tankjuk túlterhelte a németek jobbszárnyát, ezzel súlyos csapást mérve rájuk, és visszavonulásra késztetve őket. A csatát követően a Német Birodalom folyamatos hátrálásra volt késztetve, míg az antant három hónap alatt térde kényszerítette.

## Háttér
A sikertelen tavaszi hadműveletek után Erich Ludendorff, a német hadsereg főszállásmestere és főparancsnok-helyettese azt kutatta, hogy miképp lehetne kitörni a Párizstól 75 mérföldnyire északkeletre elterülő Aisne-Marne körzetből, ahol az antant és a tengelyhatalmak holtpontra jutottak. Terve szerint a Flandria elleni német áttörést akadályozó csapatokat egy elterelő hadművelettel dél felé csalogatnák, Marne-hoz, akkor nagyobb német győzelmet érhetnének el Flandria megtámadásánál. Max von Boehm tábornok 7. hadseregéből 17 hadosztály és az őket támogató Johannes von Eben tábornok 9. hadseregéből kivont csapatok Reimstől nyugatra gyülekeztek. A sereg célja: a Jean Degoutte tábornok által vezetett francia 6. hadsereg legyőzése volt. A Reimstől keletre fekvő Champagne-ban Ludendorff további 23 hadosztályt vont össze.

## Német támadás

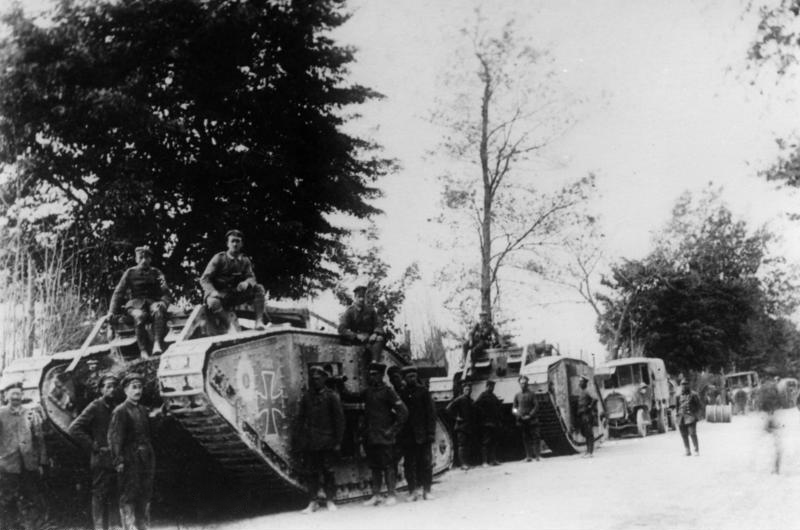
Német által elfogott brit Mark IV-es tankok.

A csata 1918. július 15-én kezdődött, amikor Bruno von Mudra és Karl von Einem által vezetett 1. és 3. hadsereg megtámadta a Henri Gouraud vezette francia 4. hadsereget. A támadásra számító antant erők beásva védekeztek. A francia erőket az amerikai hadsereg 42. hadosztályának 85 000 amerikai katonája és a brit XXII. Hadtest segítette. A július 15-én meginduló német támadást az első napon több ponton is elakadt: keleten, Champagne körzetében indított támadások délelőtt 11-re végleg leálltak az erősen védekező antant csapatok miatt. Reimstől nyugatra viszont a német csapatok sikeresen fedezték az átkelő rohamosztagosokat, akik 30 fős vászoncsónakok segítségével kísérelték meg az átkelést, de a folyó túloldalán állomásozó antant csapatok rendre visszaverték a támadásaikat. A beásott antant csapatok tartották állásaikat az erősödő ágyútűz és a mustárgáz-támadások ellenére is. Az első német hullám az átkelést követően elkezdte felállítani az átmeneti átkelő pontokat (pontonhidakat), ám ez a heves antant zárótűz miatt nem volt egyszerű feladat, továbbá a 3. amerikai gyalogos hadosztály ellentámadását is vissza kellett verniük. A németek estére Dormas mindkét oldalán kettő hídfőállást alakítottak ki, amelyek 4 mérföld hosszúak és 9 mérföld szélesek voltak, mindezt úgy, hogy a francia légierő bombázói mintegy 40 tonna bombát dobtak le a pontonhidakra.

## Antant ellentámadás

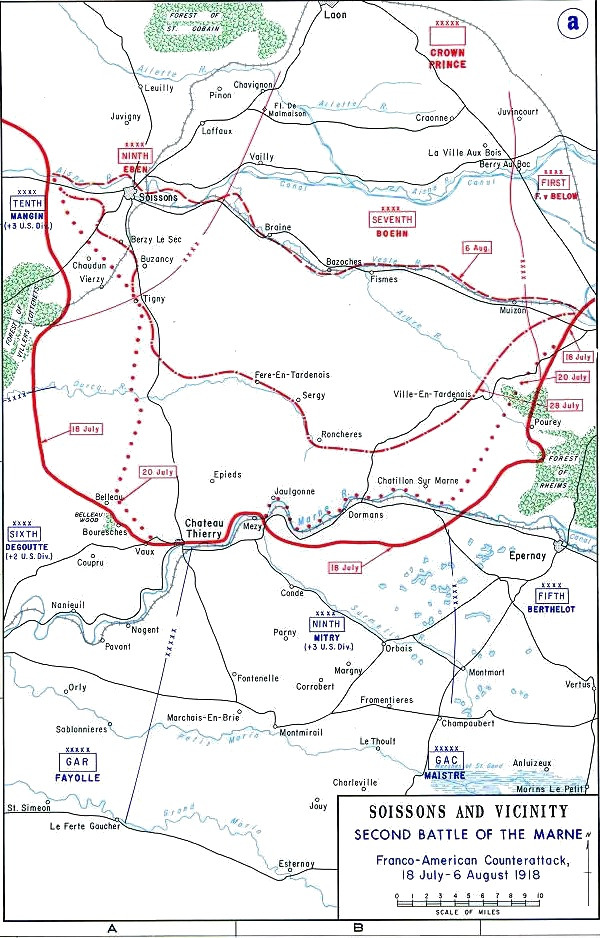
Az antant ellentámadásának térképe.

A hídfőállások megsemmisítésére az antant mozgósította az addig tartalékban lévő francia 9. hadsereget, melynek a 6. hadsereg megsegítését és az ellenséges hídfő megállítását tűzték ki célul. Ezt a július 17-én a heves ellenállás ellenére teljesítették a francia, amerikai, brit és olasz csapatok, ezzel megállítva a német előretörést. Ferdinand Foch marsall, az antant főparancsnoka átfogó ellentámadást parancsolt, mely 24 francia hadosztály és az őket támogató eltérő hadrendű 8 amerikai hadosztály, brit és olasz csapatok részvételével tervezte. Az offenzíva a németek korábbi, aisne-i offenzíva időszakában Chateau Thierry-nél benyomódott frontvonal helyreállítását célozta. Július 18-án a Degoutte vezette 6. hadsereg és a 10. hadsereg Charles Mangin vezetésével amerikai csapatokkal és az őket támogató, először itt bevetett Renault FT harckocsikkal kiegészülve indított támadást a német csapatok ellen, akiket sikeresen visszaszorítottak. A csapatok egy nap alatt ötmérföldnyit haladtak előre. Az 5. és 9. hadosztály keleten is támadta a német csapatokat. Július 19-én az olasz hadsereg 9334 katonát vesztett a 24 000 katonájából, miközben az Ardre-völgyben harcolt. Az itt folyt harcok később tardenois-i csata nevet kapta, a környező Tardenois-síkságról. Az egyidejű, de kétirányú támadás megtörte a német csapatokat, ezért Ludendorff július 20-án elrendelte a visszavonulást. Az antant csapatok ezt kihasználva augusztus 1-én 5 mérföldet haladtak, majd augusztus 2-án felszabadították a kiszögellés északnyugati sarkában fekvő Soissons-t. A német hadvezetés a heves és elszánt antant támadások miatt arra a vonalra vonta vissza csapatait, ahonnan a tavaszi offenzívát elkezdték. Ezzel a frontvonal mintegy 45 kilométerrel szűkült. Az antant támadásait az elkeseredetten védekező német csapatok rendre visszaverték, így a támadások leálltak. Ludendorff egy még nagyobb vereségtől tartva lefújta a tervezett flandriai támadást. A szövetségesek 29 367 foglyot ejtettek, 793 ágyút és 3000 gépfegyvert zsákmányoltak 95 165 francia, 16 552 brit, 12 000 amerikai és 9000 olasz katona önfeláldozásával. A német hadsereg 139 000 katonája hunyt el, vagy sebesült meg. Harci morál szempontjából a csata hordereje óriási volt, mivel a marne-i előrenyomulás csak az első volt az antant győztes offenzívái közül. A német hadsereg a csatát követő három hónapban térdre kényszerült.

## Galéria

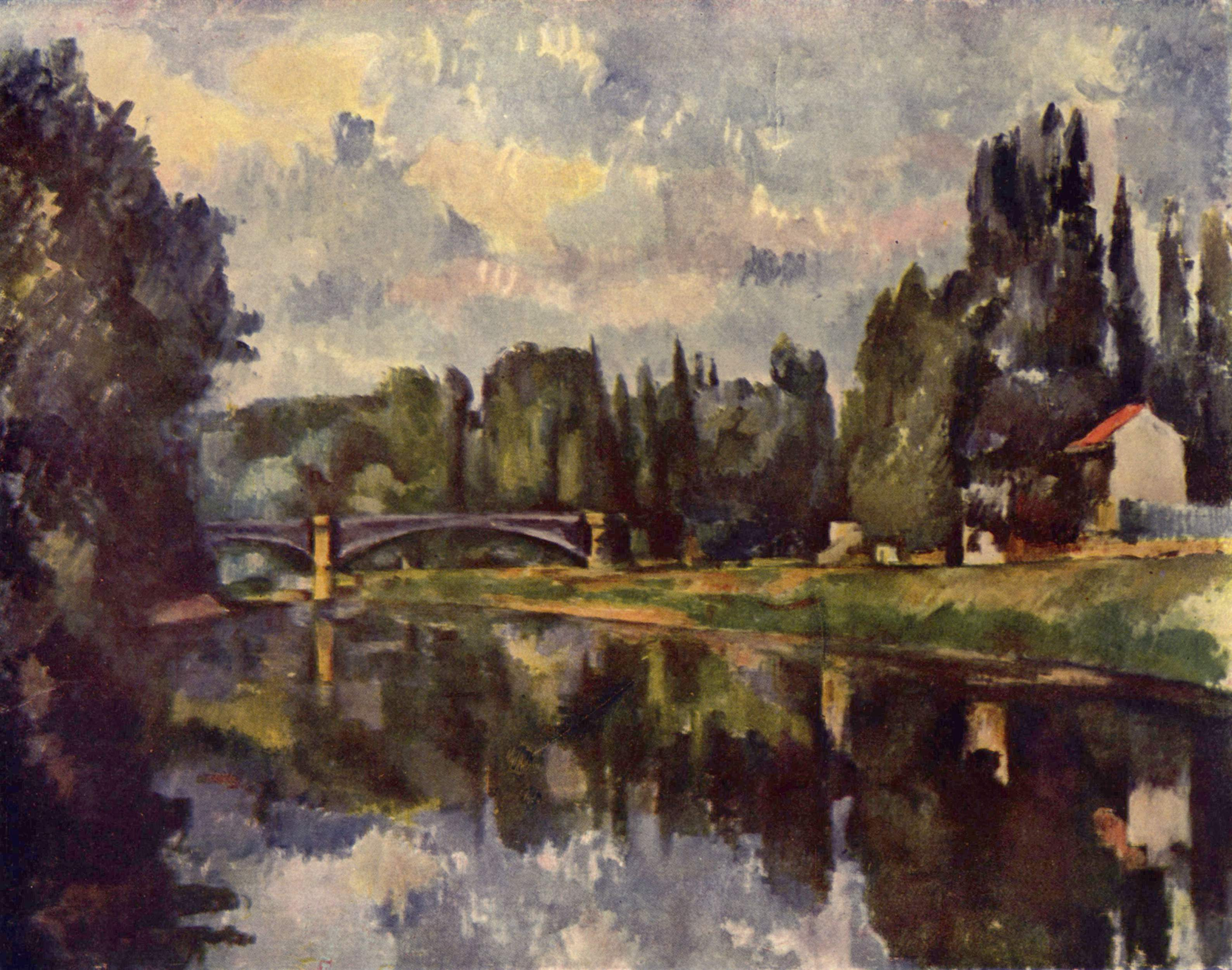
Paul Cezanne festménye a Marne-ról.
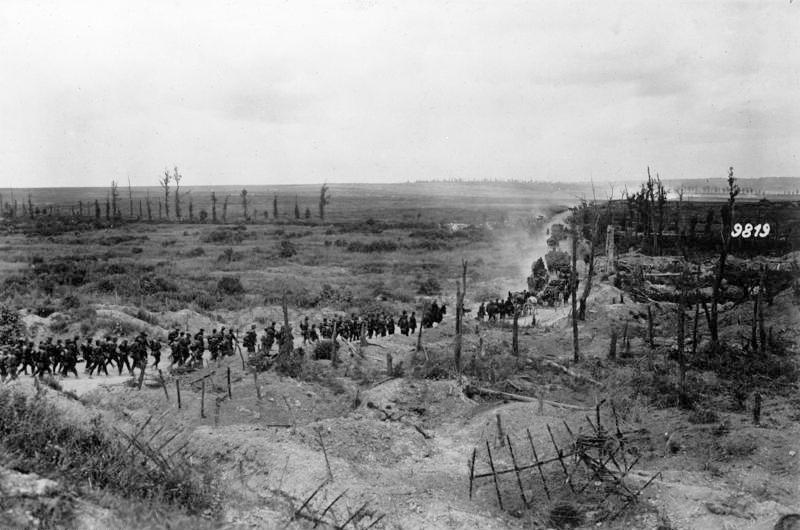
Német katonák oszlopa Loivre és Brimont között.
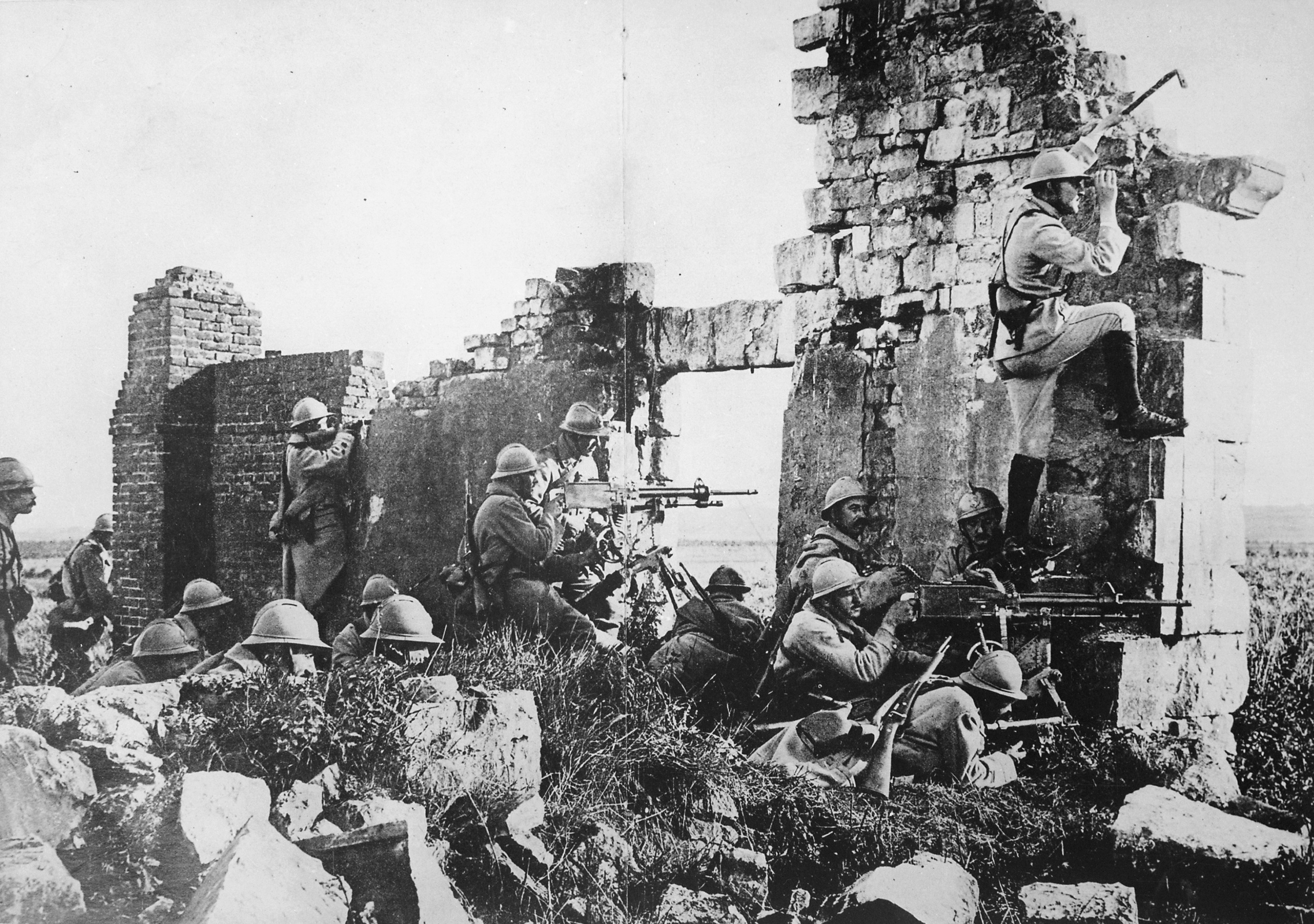
Francia katonák Marne közelében egy templom romjainál.
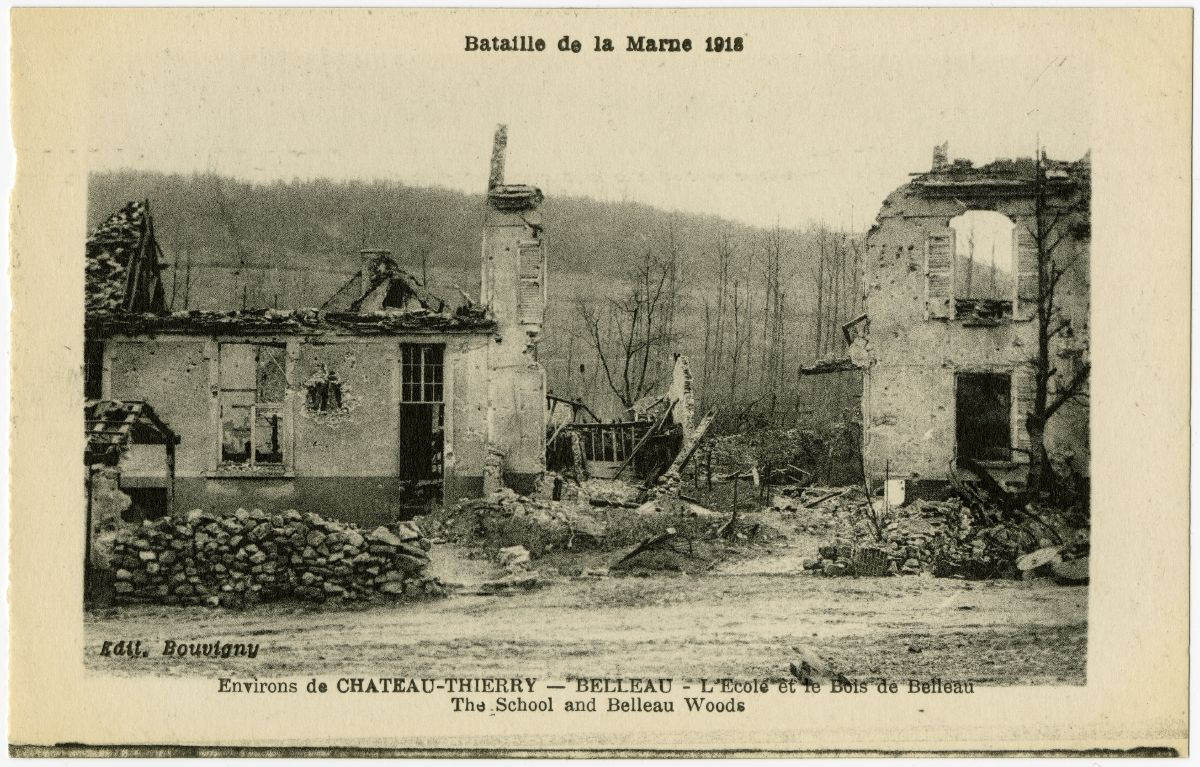
Egy falu romja korabeli francia képeslapon.
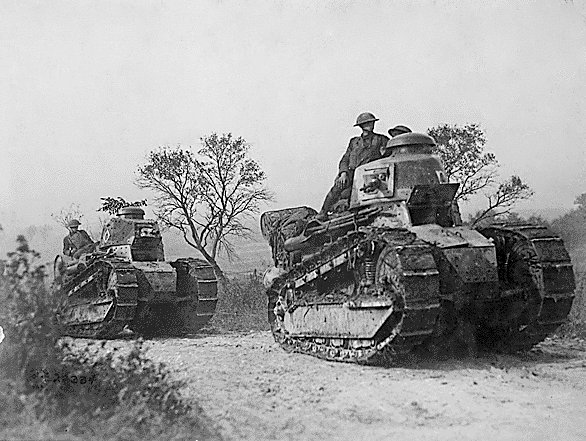
Renault FT 17-es harckocsik a nyugati fronton. Ilyen fajtájú harckocsik is részt vettek a csatában.

## Fordítás
Ez a szócikk részben vagy egészben  a   Second Battle of the Marne című angol Wikipédia-szócikk ezen változatának fordításán alapul.  Az eredeti cikk szerkesztőit annak laptörténete sorolja fel. Ez a jelzés csupán a megfogalmazás eredetét és a szerzői jogokat jelzi, nem szolgál a cikkben szereplő információk forrásmegjelöléseként.